# Vyacheslav Zaytsev
Pour les articles homonymes, voir Zaïtsev.
Viatcheslav Alekseïevitch Zaïtsev (en russe : Вячеслав Алексеевич Зайцев, transcription anglaise : Vyacheslav Alekseyevich Zaytsev) est un joueur de volley-ball soviétique puis russe, né le 12 novembre 1952 à Léningrad (république socialiste fédérative soviétique de Russie, URSS) et mort le 12 juin 2023.
Il mesure 1,91 m et jouait passeur.
Son fils Ivan Zaytsev est un joueur italien de volley-ball.

## Club
| Club                     | Pays             | De        | À         |
| ------------------------ | ---------------- | --------- | --------- |
| Avtomobilist Leningrad   | Union soviétique | 1969-1970 | 1986-1987 |
| Olio Venturi Spolète     | Italie           | 1987-1988 | 1988-1989 |
| Sanyo Agrigento          | Italie           | 1989-1990 | 1989-1990 |
| Ingram Città di Castello | Italie           | 1990-1991 | 1991-1992 |
| PV Lugano                | Suisse           | 1992-1993 | 1992-1993 |

## Palmarès
- Jeux olympiques (1)
  - Vainqueur : 1980
  - Finaliste : 1976, 1988

- Championnats du monde (2)
  - Vainqueur : 1978, 1982
  - Finaliste : 1974, 1986

- Championnats d'Europe (7)
  - Vainqueur : 1971, 1975, 1977, 1979, 1981, 1983, 1985

- Coupe du monde (2)
  - Vainqueur : 1977, 1981
  - Finaliste : 1985

- Coupe des Coupes (2)
  - Vainqueur : 1982, 1983

- Coupe d'URSS (1)
  - Vainqueur : 1983